# Олимпик Грийн
Олимпик Грийн (на английски: Olympic Green) е олимпийски парк в Пекин, който се изгражда за Летните олимпийски игри 2008.

## Пекински национален стадион
Националният стадион на Пекин или Птичето гнездо е най-важният от всички проекти в парка. На този стадион се проведат церемониите по откриване и закриване на игрите, а също така и състезания по лека атлетика и футбол. Капацитетът на съоръжението е 91 000 души, а след олимпиадата ще бъде намален на 80 000. Стадионът е изграден от стоманени „клечки“ покрити с прозрачна мембрана.

## Пекински национален център по водни спортове
Това е втората по важност сграда в парка, която притежава също много модерен дизайн. В този център се провеждат състезания по плуване, скокове във вода и синхронно плуване. Общият му капацитет е 17 000 души, а след олимпиадата ще бъде намален на 6000.

## Пекински национален закрит стадион
На този стадион се проведат състезанията по спортна гимнастика и хандбал. Има капацитет от 19 000 души.

## Други съоръжения
За други спортове и обслужване се изграждат и още няколко съоръжения, които носят името „Олимпик Грийн“.
- Олимпик Грийн конгресен център – за състезанията по модерен петобой и фехтовка и за център на медиите и пресата.
- Олимпик Грийн хокейно игрище – теренът за хокей на трева има 17 000 места.
- Олимпик Грийн терен за стрелба с лък – има капацитет от 5000 зрители.
- Олимпик Грийн тенис център – всичките 16 корта за тенис имат 17 400 места.

## Олимпийско село
Олимпийското село е съставено от 22 бр. 6-етажни сгради и 20 бр. 9-етажни сгради. В тях ще живеят всички участващи спортисти.